# Georges Dubœuf
Georges Dubœuf (* 14. April 1933 in Crêches-sur-Saône; † 4. Januar 2020 in Romanèche-Thorins) war ein französischer Winzer und Weinhändler.

## Leben
Georges Dubœuf ist ein Nachkomme einer aus dem 18. Jahrhundert stammenden Winzerfamilie aus Pouilly-Fuissé im Burgund. 1964 gründete er „Les Vins Georges Dubœuf“, einen der größten Weinhändler in Frankreich, der von 400 Weingütern und 20 Weinbaugenossenschaften beliefert wird.
Bekannt wurde er mit dem Spitznamen «le roi du Beaujolais» oder «pape du Beaujolais» (König oder Papst von Beaujolais), weil er sich auf Beaujolais-Weine wie Beaujolais Villages AOP oder Morgon AOP spezialisierte und zum bekanntesten Botschafter des Beaujolais avancierte. 1993 gründete er das Weinmuseum „Le Hameau du Vin“ in Romanèche-Thorins.